# Simone Romagnoli
Simone Romagnoli (Cremona, Lombardía, Italia; 9 de febrero de 1990) es un futbolista italiano. Juega de defensa central y su equipo actual es el UC Sampdoria de la Serie B.

## Trayectoria
Romagnoli se formó como futbolista en las inferiores del Cremonese y el AC Milan. Fue cedido al Foggia de la Serie C en la temporada 2010-11, donde debutó el 14 de agosto de 2010 ante L'Aquila por la Coppa Italia Serie C.
El 24 de junio de 2022, Romagnoli fichó por el Parma.

## Selección nacional
Fue internacional juvenil por la selección sub-21 de Italia.

## Estadísticas
Actualizado al último partido disputado el 28 de septiembre de 2023
| Club               | Div.          | Temporada     | Liga  | Liga  | Copas nacionales | Copas nacionales | Copas internacionales | Copas internacionales | Total | Total |
| Club               | Div.          | Temporada     | Part. | Goles | Part.            | Goles            | Part.                 | Goles                 | Part. | Goles |
| ------------------ | ------------- | ------------- | ----- | ----- | ---------------- | ---------------- | --------------------- | --------------------- | ----- | ----- |
| AC Milan · Italia  | 1.ª           | 2009-10       | 0     | 0     | —                | —                | —                     | —                     | 0     | 0     |
| AC Milan · Italia  | Total club    | Total club    | 0     | 0     | 0                | 0                | 0                     | 0                     | 0     | 0     |
| Foggia · Italia    | 3.ª           | 2010-11       | 23    | 3     | —                | —                | —                     | —                     | 23    | 3     |
| Foggia · Italia    | Total club    | Total club    | 23    | 3     | 0                | 0                | 0                     | 0                     | 23    | 3     |
| Pescara · Italia   | 2.ª           | 2011-12       | 28    | 0     | 1                | 0                | —                     | —                     | 29    | 0     |
| Pescara · Italia   | 1.ª           | 2012-13       | 7     | 0     | 1                | 0                | —                     | —                     | 8     | 0     |
| Pescara · Italia   | Total club    | Total club    | 35    | 0     | 2                | 0                | 0                     | 0                     | 37    | 0     |
| Spezia · Italia    | 2.ª           | 2012-13       | 14    | 0     | —                | —                | —                     | —                     | 14    | 0     |
| Spezia · Italia    | Total club    | Total club    | 14    | 0     | 0                | 0                | 0                     | 0                     | 14    | 0     |
| Carpi · Italia     | 2.ª           | 2013-14       | 32    | 2     | 1                | 0                | —                     | —                     | 33    | 2     |
| Carpi · Italia     | 2.ª           | 2014-15       | 32    | 3     | 1                | 0                | —                     | —                     | 33    | 3     |
| Carpi · Italia     | 1.ª           | 2015-16       | 30    | 0     | 3                | 0                | —                     | —                     | 33    | 0     |
| Carpi · Italia     | 2.ª           | 2016-17       | 38    | 0     | 2                | 0                | —                     | —                     | 40    | 0     |
| Carpi · Italia     | Total club    | Total club    | 132   | 5     | 7                | 0                | 0                     | 0                     | 139   | 5     |
| Empoli · Italia    | 2.ª           | 2017-18       | 20    | 0     | 1                | 0                | —                     | —                     | 21    | 0     |
| Empoli · Italia    | 2.ª           | 2019-20       | 32    | 0     | 1                | 0                | —                     | —                     | 33    | 0     |
| Empoli · Italia    | 2.ª           | 2020-21       | 31    | 1     | 0                | 0                | —                     | —                     | 31    | 1     |
| Empoli · Italia    | 1.ª           | 2021-22       | 19    | 2     | 3                | 0                | —                     | —                     | 22    | 2     |
| Empoli · Italia    | Total club    | Total club    | 102   | 3     | 5                | 0                | 0                     | 0                     | 107   | 3     |
| Bologna · Italia   | 1.ª           | 2017-18       | 8     | 0     | 0                | 0                | —                     | —                     | 8     | 0     |
| Bologna · Italia   | Total club    | Total club    | 8     | 0     | 0                | 0                | 0                     | 0                     | 8     | 0     |
| Brescia · Italia   | 2.ª           | 2018-19       | 35    | 2     | 0                | 0                | —                     | —                     | 35    | 2     |
| Brescia · Italia   | Total club    | Total club    | 35    | 2     | 0                | 0                | 0                     | 0                     | 35    | 2     |
| Parma · Italia     | 2.ª           | 2022-23       | 6     | 0     | 1                | 0                | —                     | —                     | 7     | 0     |
| Parma · Italia     | Total club    | Total club    | 6     | 0     | 1                | 0                | 0                     | 0                     | 7     | 0     |
| Lecce · Italia     | 1.ª           | 2022-23       | 7     | 0     | —                | —                | —                     | —                     | 7     | 0     |
| Lecce · Italia     | Total club    | Total club    | 7     | 0     | 1                | 0                | 0                     | 0                     | 7     | 0     |
| Frosinone · Italia | 1.ª           | 2023-24       | 6     | 1     | 1                | 0                | —                     | —                     | 7     | 1     |
| Frosinone · Italia | Total club    | Total club    | 6     | 1     | 2                | 0                | 0                     | 0                     | 7     | 1     |
| Total carrera      | Total carrera | Total carrera | 368   | 14    | 16               | 0                | 0                     | 0                     | 384   | 14    |

## Palmarés

### Títulos nacionales
| Título  | Club    | País   | Año     |
| ------- | ------- | ------ | ------- |
| Serie B | Pescara | Italia | 2011-12 |
| Serie B | Carpi   | Italia | 2014-15 |
| Serie B | Empoli  | Italia | 2017-18 |
| Serie B | Brescia | Italia | 2018-19 |
| Serie B | Empoli  | Italia | 2020-21 |